# 高村直樹
高村 直樹（たかむら なおき、1976年10月5日 - ）は東京都練馬区出身の自転車ロードレース選手。モデル、タレントとしても活動。
所属事務所はプラチナムプロダクション。
父は日本のトップフレームビルダーの高村精一氏。

## 略歴
- 1995年から2005年にかけてイタリア、日本で活動。
- イタリアの名門プロチーム「チーム・ポルティ（TEAM POLTI）」に所属。「チーム・ポルティ（TEAM POLTI）」には元自転車ロードレース選手今中大介も所属していた。イタリアでは主にアシストを勤め、Giro di ITALIA（U23）出場やBUELTA ESPAGNA LEON（U23）出場、その他ヨーロッパを転戦。
- 元イタリアTTチャンピオン Marco Pinottiとは旧知の仲として知られている。
- 1998年は、日本でもレース活動を行い、国内チームは当時国内最強とうたわれた「アコム・ラバネロ」（現パールイズミ・スミタ・ラバネロ）に所属。

ツアー・オブ・ジャパンやツール・ド・北海道を完走している。
ツアー・オブ・ジャパンでは、日本人最高位（U23）。
- 1999年、膝の故障により1年間レース活動を休止。
- 2000年、レースに復帰。アコムラバネロの後を引き継いだ国内のクラブチーム「スミタ・ラバネロ・パールイズミ」に所属。ジャパンカップ出場、国体入賞など受賞歴多数。
- 2005年、本格的なレース活動を終了。同時に自転車ショップ「Bicinet Sana」を立ち上げ、通販では現在日本一の売り上げ[要出典]を誇る。
- 2010年、現役復帰。プレーイングコーチとして活動。また、海外でスカウトされモデルとして活動を始める。所属事務所は香港のモデル事務所STARZ PEOPLE（2010年10月 - 2011年9月）
- 2010年10月、モデルの高村凛と入籍。同年12月、グランドハイアット東京にて挙式・披露宴を挙げる。
- 2011年、第一子（男の子）誕生。
- 同年10月より所属事務所をSTARZ PEOPLEから日本の芸能プロダクションプラチナムプロダクションへ移籍。
- 2012年、第二子（女の子）誕生。
- 2013年、現役引退。引き続きコーチとして活動。また俳優、パパモデルとして活動を開始。
- 2015年11月、第三子・第四子となる男女の双子が誕生。
- 2016年5月、株式会社ハイビレッジインターナショナル を立ち上げ、代表取締役に就任。

同9月、東京都目黒区八雲にサイクルショップ「HIGH VILLAGE」をオープンさせる。

## 出演

### テレビドラマ
- 半沢直樹（2013年7月 - 9月、TBSテレビ） -  銀行員 役

### バラエティ・情報番組
- GET SPORTS（1998年、テレビ朝日）
- Take Me Out（2010年、TBSテレビ）
- TXビジネスレポート「みつばち生命」（2014年、テレビ東京）
- 幸せ!ボンビーガール （2014年、日本テレビ） - 高倉健 役 ※再現VTR出演
- おとなの街歩きスタイル（2014年7月、ITSCOM）
  - 鎌倉編（2014年7月）
  - 麻布十番編（2014年11月）
  - 渋谷神山町・松濤編（2015年1月）

### CM・広告
- NTTデータ（2000年）
- OP|Ocean Pacific(オーシャンパシフィック）（2013年） - 2013FWカタログ&スチール
- 大塚製薬アミノバリュー「逆光・silhouette 篇」（2011年）
- SONYデジタル一眼カメラ"α"NEX-5T「誰にも撮れない写真展 篇」（2014年）
- 西武グループ プリンスグランドリゾート軽井沢「夏のCM」（2014年）

プリンスホテルズ&リゾーツ「夏プリ 全国篇」（2015年）
- ゼロヨガ-0yoga- （2014年11月） - WEB/店頭広告/駅構内広告/広告トラック
- 岡三証券「夢をつなごう 篇」（2015年）
- 東北電力「ひとつひとつ電気のために 篇」（2015年）
- ANA「アガる夏旅 篇」（2015年）
- 富士通モバイルPC ストックフォト（2015年） - スチール

#### WEB
- 品川近視クリニック（2011年）
- リクルート「SUUMO」関東版（2013年12月）
- SONYデジタル一眼カメラ"α"NEX-5T「誰にも撮れない写真展 篇」（2014年）
- SoftBank「子育てサポート」（2014年5月 - ）
- 日立 冷蔵庫 真空チルド R-X6700E（2014年8月 - ）
- Panasonic VIERA「こんな時便利!外出編」（2014年11月 - ）
- SoftBank「AQUOS CRYSTAL X」（2015年1月 - ）
- プレミアムウォーター（2015年）
- プレデンシャル生命（2015年）
- ニコチネル（2015年）
- NEC「LAVIE×Windows10 で家族のエンタメが変わる」（2015年）
- TRY ON! 2nd STREET「大切な思い出を次の誰かへ編」（2015年）

## 雑誌
- 「OCEANS」（2012年3月号、インターナショナル・ラグジュアリー・メディア）
- 「MEN'S 美ST」（2012年5月号増刊、光文社） - 美ST
- 「東京ウォーカー」（2014年9月号・2015年1月号、角川マガジンズ）
- 「赤すぐ」（2014年11月号、リクルート）

## ファッションショー
- CROCS（2013年10月）